# Holopsis oblongus
Holopsis oblongus là một loài bọ cánh cứng trong họ Corylophidae. Loài này được Endrody-Younga miêu tả khoa học đầu tiên năm 1964.